# Mistrovství světa v hokejbalu 2013
Mistrovství světa v hokejbalu 2013 bylo 10. mistrovství světa a hrálo se v Kanadě, konktétně v městě St. John's. Turnaje se zúčastnilo celkem 10 mužských týmů. Turnaj se uskutečnil od 2. do 9. června 2013. Obhájcem titulu byl výběr České republiky. Vítězem se stal tým Slovenska, když ve finále porazil Českou republiku v poměru 2:1.

## Herní systém
Deset účastníků bylo rozděleno do dvou skupin po 5 týmech. Ve skupině se utkal každý s každým. Tým získal za výhru 2 body, za remízu 1 bod a za prohru 0 bodů. Po sehrání všech utkání se vytvořila tabulka, z nichž z obou skupin postoupily týmy z prvních míst rovnou do semifinále. Čtvrtfinále sehrály týmy na druhém a třetím místě. Druhý ze skupiny A s třetím ze skupiny B a naopak. Poté následovalo semifinále a finále. Vyřazené týmy ještě sehrály zápasy o umístění.

## Incident v utkání Česko-Kanada
V semifinále mezi Českem a Kanadou došlo k nepříjemnému incidentu. Český tým vedl v utkání a měl ho pod kontrolou, když ještě Kanaďané zkoušeli něco s výsledkem udělat, odvolali brankáře a v power play Kanady dokázal využit šanci Jan Bacovský, když v poslední sekundě zápasu trefil odkrytou kanadskou branku. Po jeho brance to psychicky neunesl kanadský obránce Justin Pender, těsně před vhazováním napadl střelce gólů Bacovského a bušil do něj jednu ránu za druhou. Bacovský se nechtěl prát, protože si byl vědom, že by si asi nezahrál finále a nechal tak do sebe bít. Spoluhráči se snažil pomoct český golman Lukáš Heczko, ale Pender začal bít i jeho (Heczko měl zranění hlavy a nevědělo se, jestli bude moct nastoupit k nedělnímu finále, ale nakonec k němu nastoupil). Bitku se snažil ukončit slovenský rozhodčí Marek Kralovič, ale Pender si nebral servítky ani s ním a ve velké strkanici ho také fyzicky napadl (později slovenského rozhodčího odvezli do nedaleké nemocnici s přetrhanými vazy v koleni).
Po utkání byly v českém týmu znát emoce „Lukáš Heczko nás zase obrovsky podržel, ale to co se stalo na konci je hrozné. Já doufám, že bude moci chytat. Ve finále se utkáme s týmem, který dobře známe i z přípravy, ale naopak i oni nás.“ Rostislav Kurfürst, trenér české reprezentace.
„Tam byla sekunda a půl do konce, rozhodčí chtěl vhazovat buly, tak jsem se postavil normálně na kruh. Kanaďan Pender přiběhl a chtěl se prát, tak jsem mu ukazoval na čas. On se chtěl prát, ale já vůbec, protože jsem si celou dobu říkal, že když mu to začnu oplácet, tak si finále nezahraju. Radši jsem obětoval pár obdržených ran za finálové utkání. Ani jsem nevěděl, že mě tam pak bránil Heczis (Lukáš Heczko).“ Jan Bacovský, útočník české reprezentace.

## Stadiony
| St. John's                       | Mount Pearl                   |
| Jack Byrne Arena Kapacita: 1 000 | Glacier Arena Kapacita: 1 000 |

## Přehled skupin
| Skupina A | Kanada (Soupiska) | Slovensko (Soupiska)   | Německo (Soupiska) | Pákistán (Soupiska)  | Řecko (Soupiska)   |
| Skupina B | Česko (Soupiska)  | Portugalsko (Soupiska) | USA (Soupiska)     | Švýcarsko (Soupiska) | Francie (Soupiska) |

## Základní skupiny

### Skupina A

#### Tabulka
| P | Tým       | Z | V | R | P | GV | GI | +/- | B |
| - | --------- | - | - | - | - | -- | -- | --- | - |
| 1 | Kanada    | 4 | 4 | 0 | 0 | 26 | 5  | +21 | 8 |
| 2 | Slovensko | 4 | 3 | 0 | 1 | 16 | 5  | +11 | 6 |
| 3 | Řecko     | 4 | 2 | 0 | 2 | 12 | 6  | +6  | 4 |
| 4 | Německo   | 4 | 1 | 0 | 3 | 8  | 26 | -18 | 2 |
| 5 | Pákistán  | 4 | 0 | 0 | 4 | 8  | 28 | −20 | 0 |

- V případě rovnosti bodů rozhodovaly vzájemné zápasy.

|  | Tým postupující do semifinále   |
|  | Týmy postupující do čtvrtfinále |

#### Zápasy
| 2. června 2013 | Slovensko | 8 : 1 (2:1, 2:0, 4:0)               | Pákistán                | Jack Byrne Arena, St. John's |  |
| Jozef Bratina | Jozef Bratina | Brankáři                            | Chán Ibad               |                              |  |
| L.Madera – 5:24 M.Slovak - 8:51 M.Slovak - 18:25 M.Haring -19:49 J.Martinusik - 30:24 R.Bujdak - 34:00 M.Slovak - 39:39 L.Madera - 39:54 | L.Madera – 5:24 M.Slovak - 8:51 M.Slovak - 18:25 M.Haring -19:49 J.Martinusik - 30:24 R.Bujdak - 34:00 M.Slovak - 39:39 L.Madera - 39:54 | 1:0 1:1 2:1 3:1 4:1 5:1 6:1 7:1 8:1 | Munawwar Hamdani - 6:11 |                              |  |
| 36 | 36 | Střely                              | 15                      |                              |  |

| 2. června 2013 | Kanada | 11 : 0 (5:0, 4:0, 2:0)                        | Německo | Jack Byrne Arena, St. John's |  |
| J.Pender - 0:16 M.Frechette - 3:45 A.Sweetland (PP) - 4:03 M.Frechette - 8:33 A.Sweetland - 11:47 S.Morello - 16:11 C.Chilarducci - 22:08 C.Chilarducci - 24:45 N.Dias - 30:23 D.Morency - 32:34 N.Dias - 39:05 | J.Pender - 0:16 M.Frechette - 3:45 A.Sweetland (PP) - 4:03 M.Frechette - 8:33 A.Sweetland - 11:47 S.Morello - 16:11 C.Chilarducci - 22:08 C.Chilarducci - 24:45 N.Dias - 30:23 D.Morency - 32:34 N.Dias - 39:05 | 1:0 2:0 3:0 4:0 5:0 6:0 7:0 8:0 9:0 10:0 11:0 |         |                              |  |
| 45 | 45 | Střely                                        | 16      |                              |  |

| 2. června 2013 | Slovensko | 6 : 0 (2:0, 2:0, 2:0)   | Německo | Jack Byrne Arena, St. John's |  |
| J.Martinusik - 12:30 O.Slachtic - 12:58 J.Martinusik (PP) - 19:50 M.Slovak - 21:55 M.Hrivnák - 41:08 M.Slovak - 44:18 | J.Martinusik - 12:30 O.Slachtic - 12:58 J.Martinusik (PP) - 19:50 M.Slovak - 21:55 M.Hrivnák - 41:08 M.Slovak - 44:18 | 1:0 2:0 3:0 4:0 5:0 6:0 |         |                              |  |
| 44 | 44 | Střely                  | 11      |                              |  |

| 3. června 2013                                      | Kanada                                              | 3 : 2 (1:1, 2:1, 0:0) | Řecko                                    | Jack Byrne Arena, St. John's |  |
| N.Dias - 13:53 J.Pender - 23:06 M.Frechette - 26:02 | N.Dias - 13:53 J.Pender - 23:06 M.Frechette - 26:02 | 0:1 1:1 1:2 2:2 3:2   | K.Kuermarski - 6:52 K.Kuermarski - 15:23 |                              |  |
| 29                                                  | 29                                                  | Střely                | 15                                       |                              |  |

| 4. června 2013                                                                  | Řecko                                                                           | 4 : 0 (1:0, 2:0, 1:0) | Pákistán | Jack Byrne Arena, St. John's |  |
| K.Kuermarski - 4:44 K.Kuermarski - 17:33 K.Kuermarski - 20:41 C.Stojsin - 42:40 | K.Kuermarski - 4:44 K.Kuermarski - 17:33 K.Kuermarski - 20:41 C.Stojsin - 42:40 | 1:0 2:0 3:0 4:0       |          |                              |  |
| 31                                                                              | 31                                                                              | Střely                | 24       |                              |  |

| 4. června 2013                                                | Kanada                                                        | 3 : 0 (0:0, 2:0, 1:0) | Slovensko | Jack Byrne Arena, St. John's |  |
| C.Chilarducci - 18:22 M.Stinziani - 21:23 M.Stinziani - 31:42 | C.Chilarducci - 18:22 M.Stinziani - 21:23 M.Stinziani - 31:42 | 1:0 2:0 3:0           |           |                              |  |
| 25                                                            | 25                                                            | Střely                | 21        |                              |  |

| 5. června 2013                                                                                       | Řecko                                                                                                | 5 : 1 (0:1, 1:2, 0:2)   | Německo           | Jack Byrne Arena, St. John's |  |
| M.Barbas - 5:47 A.Bozinakis - 26:55 G.Nistas (PP) - 29:16 C.Stojsin - 30:51 K.Kuezmaski (PP) - 42:32 | M.Barbas - 5:47 A.Bozinakis - 26:55 G.Nistas (PP) - 29:16 C.Stojsin - 30:51 K.Kuezmaski (PP) - 42:32 | 1:0 2:0 2:1 3:1 4:1 5:1 | D.Brendle - 28:06 |                              |  |
| 28                                                                                                   | 28                                                                                                   | Střely                  | 14                |                              |  |

| 5. června 2013 | Kanada | 9 : 3 (1:1, 6:1, 2:1)                           | Pákistán                                          | Jack Byrne Arena, St. John's |  |
| C.Sparkes - 7:04 C.Wild - 16:25 M.Frechette - 17:26 E.Peters - 18:28 M.Frechette - 25:19 P.Keefe - 26:04 J.Escott - 28:13 M.Stoico - 36:58 J.Escott - 42:21 | C.Sparkes - 7:04 C.Wild - 16:25 M.Frechette - 17:26 E.Peters - 18:28 M.Frechette - 25:19 P.Keefe - 26:04 J.Escott - 28:13 M.Stoico - 36:58 J.Escott - 42:21 | 0:1 1:1 1:2 2:2 3:2 4:2 5:2 6:2 7:2 8:2 8:3 9:3 | M.Hamdani - 5:33 S.Aybi - 16:16 M.Hamdani - 37:09 |                              |  |
| 47 | 47 | Střely                                          | 19                                                |                              |  |

| 6. června 2013 | Německo | 7 : 4 (2:0, 2:2, 3:2)                       | Pákistán                                                              | Jack Byrne Arena, St. John's |  |
| C.Hagen (PP) - 4:01 P.Luschenz (PP) - 4:59 D.Brendle - 29:15 D.Brendle - 29:45 B.Brozicek - 30:35 T.Spitzer - 31:07 B.Cook - 44:32 | C.Hagen (PP) - 4:01 P.Luschenz (PP) - 4:59 D.Brendle - 29:15 D.Brendle - 29:45 B.Brozicek - 30:35 T.Spitzer - 31:07 B.Cook - 44:32 | 1:0 2:0 2:1 2:2 3:2 4:2 5:2 6:2 6:3 6:4 7:4 | I.Chaushry - 17:08 B.Buttar - 24:42 S.Ayubi - 34:26 M.Hamdani - 34:40 |                              |  |
| 26 | 26 | Střely                                      | 32                                                                    |                              |  |

| 6. června 2013                     | Slovensko                          | 2 : 1 (1:0, 1:1, 0:0) | Řecko            | Jack Byrne Arena, St. John's |  |
| M.Svitana - 14:35 M.Beniac - 28:12 | M.Svitana - 14:35 M.Beniac - 28:12 | 1:0 1:1 2:1           | J.Barbas - 15:54 |                              |  |
| 26                                 | 26                                 | Střely                | 20               |                              |  |

### Skupina B

#### Tabulka
| P | Tým         | Z | V | R | P | GV | GI | +/- | B |
| - | ----------- | - | - | - | - | -- | -- | --- | - |
| 1 | Portugalsko | 4 | 3 | 1 | 0 | 20 | 7  | +13 | 7 |
| 2 | Česko       | 4 | 3 | 0 | 1 | 31 | 4  | +27 | 6 |
| 3 | USA         | 4 | 2 | 0 | 2 | 28 | 13 | +15 | 4 |
| 4 | Švýcarsko   | 4 | 1 | 1 | 2 | 21 | 15 | +6  | 3 |
| 5 | Francie     | 4 | 0 | 0 | 4 | 0  | 61 | −61 | 0 |

- V případě rovnosti bodů rozhodovaly vzájemné zápasy.

|  | Tým postupující do semifinále   |
|  | Týmy postupující do čtvrtfinále |

#### Zápasy
| 2. června 2013 | USA | 16 : 0 (8:0, 3:0, 5:0) | Francie | Jack Byrne Arena, St. John's |  |
| 57             | 57  | Střely                 | 7       |                              |  |

| 2. června 2013 | Česko | 4 : 1 (1:0, 0:0, 3:1) | Švýcarsko | Jack Byrne Arena, St. John's |  |
| 36             | 36    | Střely                | 18        |                              |  |

| 3. června 2013 | USA | 7 : 1 (3:1, 1:0, 3:0) | Švýcarsko | Jack Byrne Arena, St. John's |  |
| 35             | 35  | Střely                | 29        |                              |  |

| 3. června 2013 | Portugalsko | 1 : 0 (0:0, 1:0, 0:0) | Česko | Jack Byrne Arena, St. John's |  |
| 19             | 19          | Střely                | 40    |                              |  |

| 4. června 2013 | Portugalsko | 10 : 0 (1:0, 7:0, 2:0) | Francie | Jack Byrne Arena, St. John's |  |
| 39             | 39          | Střely                 | 7       |                              |  |

| 4. června 2013 | Česko | 7 : 2 (1:1, 3:1, 3:0) | USA | Jack Byrne Arena, St. John's |  |
| 30             | 30    | Střely                | 24  |                              |  |

| 5. června 2013 | Česko | 20 : 0 (7:0, 5:0, 8:0) | Francie | Jack Byrne Arena, St. John's |  |
| 75             | 75    | Střely                 | 2       |                              |  |

| 5. června 2013 | Portugalsko | 4 : 4 (0:1, 3:2, 1:1) | Švýcarsko | Jack Byrne Arena, St. John's |  |
| 20             | 20          | Střely                | 35        |                              |  |

| 6. června 2013 | Švýcarsko | 15 : 0 (3:0, 4:0, 8:0) | Francie | Jack Byrne Arena, St. John's |  |
| 79             | 79        | Střely                 | 4       |                              |  |

| 6. června 2013 | Portugalsko | 5 : 3 (2:0, 0:2, 3:1) | USA | Jack Byrne Arena, St. John's |  |
| 19             | 19          | Střely                | 37  |                              |  |

## Play-off

### Pavouk play-off
|  | Čtvrtfinále           | Čtvrtfinále |             |             | Semifinále | Semifinále |  |  | Finále | Finále |
|  |                       |             |             |             |            |            |  |  |        |        |
|  |                       |             |             |             |            |            |  |  |        |        |
|  |                       |             |             |             |            |            |  |  |        |        |
|  | 1. místo ve skupině A |             |             |             |            |            |  |  |        |        |
|  |                       |             |             |             |            |            |  |  |        |        |
|  | Kanada                |             |             |             |            |            |  |  |        |        |
|  | Kanada                | 1           |             |             |            |            |  |  |        |        |
|  | Kanada                | 1           |             |             |            |            |  |  |        |        |
|  |                       | Česko       | 5           |             |            |            |  |  |        |        |
|  | Česko                 | Česko       | 5           | 1           |            |            |  |  |        |        |
|  | Česko                 |             |             | 1           |            |            |  |  |        |        |
|  | Řecko                 | 0           |             |             |            |            |  |  |        |        |
|  | Řecko                 | 0           | Česko       | 1           |            |            |  |  |        |        |
|  |                       |             | Česko       | 1           |            |            |  |  |        |        |
|  |                       | Slovensko   | 2           |             |            |            |  |  |        |        |
|  | 1. místo ve skupině B | Slovensko   | 2           |             |            |            |  |  |        |        |
|  |                       |             |             |             |            |            |  |  |        |        |
|  | Portugalsko           |             |             |             |            |            |  |  |        |        |
|  | Portugalsko           | 3           | Třetí místo | Třetí místo |            |            |  |  |        |        |
|  | Portugalsko           | 3           | Třetí místo | Třetí místo |            |            |  |  |        |        |
|  |                       | Slovensko   | 4           |             |            |            |  |  |        |        |
|  | Slovensko             | Slovensko   | 4           | 6           | Kanada     | 7          |  |  |        |        |
|  | Slovensko             |             |             | 6           | Kanada     | 7          |  |  |        |        |
|  | USA                   | 1           |             | Portugalsko | 3          |            |  |  |        |        |
|  | USA                   | 1           |             |             | 3          |            |  |  |        |        |
|  |                       |             |             |             |            |            |  |  |        |        |
|  |                       |             |             |             |            |            |  |  |        |        |

### Čtvrtfinále
| 7. června 2013 22:15 SEČ | USA | 1:6 (0:1, 1:4, 0:1) | Slovensko | Jack Byrne Arena, St. John's |  |

| Report |    |        |    |
| 14     | 14 | Střely | 40 |

| 7. června 2013 00:30 SEČ | Řecko | 0:1 (0:0, 0:1, 0:0) | Česko | Jack Byrne Arena, St. John's |  |

| Report |    |        |                   |
|        |    |        | 28:00 Ondřej Kejř |
| 14     | 14 | Střely | 40                |

### Semifinále
| 8. června 2013 22:00 SEČ | Slovensko | 4:3 (2:1, 1:1, 1:1) | Portugalsko | Jack Byrne Arena, St. John's |  |

| Report                                                                              |                                                                                     |                             |                                                                      |
| 5:12 Robert Kassa 12:02 Miroslav Behul 21:54 Jaroslav Martimusík 36:16 Boris Oravec | 5:12 Robert Kassa 12:02 Miroslav Behul 21:54 Jaroslav Martimusík 36:16 Boris Oravec | 1:0 1:1 2:1 3:1 3:2 4:2 4:3 | 7:15 Ricardo Alberto 22:47 Ricardo Alberto 44:17 Christopher Creador |
| 24                                                                                  | 24                                                                                  | Střely                      | 16                                                                   |

| 8. června 2013 00:30 SEČ | Česko | 5:1 (2:0, 2:0, 1:1) | Kanada | Jack Byrne Arena, St. John's |  |

| Report                                                                                |                                                                                       |                         |                  |
| 2:25 Tomáš Hak 4:09 Jan Bacovský 27:20 Tomáš Kudela 28:00 Pospíšil 44:59 Jan Bacovský | 2:25 Tomáš Hak 4:09 Jan Bacovský 27:20 Tomáš Kudela 28:00 Pospíšil 44:59 Jan Bacovský | 1:0 2:0 3:0 4:0 4:1 5:1 | 36:05 Terry Ryan |
| 27                                                                                    | 27                                                                                    | Střely                  | 26               |

### Zápas o 3. místo
| 9. června 2013 17:45 SEČ | Kanada | 7:3 (2:0, 1:2, 4:1) | Portugalsko | Glacier Arena, Mount Pearl |  |

| Report |    |        |   |
| 21     | 21 | Střely | 8 |

### Finále
| 9. června 2013 20:00 SEČ | Česko | 1:2 (0:1, 0:1, 1:0) | Slovensko | Jack Byrne Arena, St. John's |  |

| Report |    |        |    |
| 23     | 23 | Střely | 20 |

## Zápasy o umístění

### Utkání o 7.-10. místo
| 7. června 2013 17:45 SEČ | Francie | 3:8 (0:3, 2:2, 1:3) | Německo | Jack Byrne Arena, St. John's |  |

| Report |    |        |    |
| 12     | 12 | Střely | 46 |

| 7. června 2013 20:00 SEČ | Pákistán | 3:8 (1:4, 1:1, 1:3) | Švýcarsko | Jack Byrne Arena, St. John's |  |

| Report |    |        |    |
| 22     | 22 | Střely | 49 |

### Utkání o 9. místo
| 8. června 2013 13:30 SEČ | Pákistán | 5:3 (0:1, 2:1, 3:1) | Francie | Jack Byrne Arena, St. John's |  |

| Report |    |        |    |
| 42     | 42 | Střely | 16 |

### Utkání o 7. místo
| 8. června 2013 15:45 SEČ | Švýcarsko | 2:0 (1:0, 1:0, 0:0) | Německo | Jack Byrne Arena, St. John's |  |

| Report |    |        |    |
| 34     | 34 | Střely | 15 |

### Utkání o 5. místo
| 8. června 2013 17:45 SEČ | Řecko | 4:6 (1:0, 2:1, 1:5) | USA | Jack Byrne Arena, St. John's |  |

| Report |    |        |    |
| 27     | 27 | Střely | 30 |

## Konečné pořadí týmů
| Místo            | Tým         |
| ---------------- | ----------- |
| Zlatá medaile    | Slovensko   |
| Stříbrná medaile | Česko       |
| Bronzová medaile | Kanada      |
| 4.               | Portugalsko |
| 5.               | USA         |
| 6.               | Řecko       |
| 7.               | Švýcarsko   |
| 8.               | Německo     |
| 9.               | Pákistán    |
| 10.              | Francie     |